# Episodi di Baby (prima stagione)
La prima stagione della serie televisiva Baby, composta da sei episodi, è stata interamente pubblicata sul servizio di streaming on demand Netflix il 30 novembre 2018 in tutti i Paesi in cui è disponibile.
| n° | Titolo          | Pubblicazione in Italia |
| -- | --------------- | ----------------------- |
| 1  | Superpoteri     | 30 novembre 2018        |
| 2  | Burattino       | 30 novembre 2018        |
| 3  | #Friendzone     | 30 novembre 2018        |
| 4  | Emma            | 30 novembre 2018        |
| 5  | L'ultimo scatto | 30 novembre 2018        |
| 6  | #Love           | 30 novembre 2018        |

## Superpoteri
- Episodio: 1
- Diretto da: Andrea De Sica
- Scritto da: Isabella Aguilar

### Trama
Chiara Altieri è una liceale che vive nel quartiere Parioli. La ragazza sogna di poter fuggire da quell'ambiente a cui non sente di appartenere, ma soprattutto di costruirsi una seconda vita di cui nessuno possa essere a conoscenza. Trascorre le sue giornate scolastiche insieme a Fabio e Camilla, i suoi migliori amici. Chiara ha una relazione con Niccolò, fratello della sua migliore amica, seppur lui sia fidanzato. Dietro l'apparente vita "rosa e fiori" della ragazza si nasconde un pessimo rapporto con i genitori, Elsa e Arturo, i quali sono quasi sul punto di divorziare. 
Chiara è molto incuriosita dalla sua misteriosa compagna di classe Ludovica Storti, conosciuta a scuola a causa di un video pornografico finito in rete. Le due ragazze fanno conoscenza in bagno: Ludovica aiuta Chiara a falsificare la firma della madre, necessaria per poter fare l'anno all'estero.
Nel frattempo a scuola arriva un nuovo studente di nome Damiano, un ragazzo della classe media che dopo la morte della madre si trasferisce dal padre, un potente funzionario del governo. Damiano si iscrive alla scuola di Chiara, il liceo privato Collodi: ciò rappresenta un importante cambiamento rispetto alla sua vecchia scuola pubblica. 
Brando, uno dei ragazzi popolari della scuola, fa una festa a cui le due protagoniste e Damiano decidono di partecipare. Tutto prosegue bene finché non viene proiettato il video hard fatto da Ludovica insieme a Brando, al tempo suo fidanzato. 
Ludovica fugge via, Chiara la insegue, ma incontra Damiano in preda alla rabbia a causa del furto dello scooter di sua madre. Successivamente, Chiara e Ludo si recano in un locale chiamato "Marge", di cui quest'ultima conosce il proprietario, Saverio. 
Mentre le ragazze ballano in pista, Saverio e il suo socio "Fiore" discutono sulla possibilità che le liceali possano fruttare guadagni nei loro affari. Chiara e Ludovica non sanno che i due soci si occupano di lenocinio, e che hanno appena messo piede nel mondo della prostituzione.

## Burattino
- Episodio: 2
- Diretto da: Andrea De Sica
- Scritto da: Giacomo Durzi

### Trama
La mattina dopo Ludo si avvicina a Chiara davanti ai suoi amici Camilla e Fabio per parlare della serata del giorno prima, ma Chiara, consapevole della brutta reputazione di Ludo a scuola, finge che non sia successo nulla. Intanto Fabio sta cercando un modo per farsi restituire il motorino da Damiano e Camilla, che ha una cotta per Damiano, si offre di aiutarlo. Niccolò prende Chiara in disparte ma Chiara lo respinge perché arrabbiata per lo scherzo che la sera prima lui e Brando hanno fatto a Ludovica, mostrando il sex tape a tutti gli invitati alla festa. Nonostante sia delusa, Ludovica invita Chiara ancora una volta a passare una serata insieme al locale; Chiara rifiuta perché si sente troppo diversa da lei, incapace di dimenticarsi di tutto e vivere sul momento come fa Ludovica. In realtà, è chiaro che non voglia essere associata a lei a causa della sua brutta reputazione, perciò Ludovica si arrabbia. Fabio e Chiara escono a prendere un caffè e Fabio le suggerisce di sbrigarsi a dire a Camilla della sua tresca con Niccolò, visto che sono fratelli; Chiara approfitta dell'argomento dicendogli che si è stancata di vederlo e raccontandogli del suo incontro con Damiano del giorno prima. Intanto, però, Camilla è tornata da casa di Damiano dopo aver recuperato il motorino di Fabio e interrompe la loro conversazione. È chiaro che abbia una cotta per lui e Chiara va via, trovando ingiusto che Camilla debba sempre fare da ostacolo alle sue relazioni. Ludovica va al locale da sola e incontra Fiore, aiutante di Saverio, con cui passa la serata. Chiara soffre come sempre dei litigi dei suoi genitori e va ancora una volta a letto con Niccolò, ma i sensi di colpa la spingono a chiamare Camilla per raccontarle tutto; sul momento, comunque, non trova il coraggio di confessarsi e si limita a dirle che i suoi genitori sono contrari a farla partecipare all'anno scolastico in America (che lei e Camilla stavano pianificando insieme) e che ha quindi falsificato le firme. Fabio e Damiano fanno amicizia e così Damiano viene a sapere che Niccolò e Chiara hanno una tresca. Scopriamo qualcosa in più sul passato di Damiano quando invita la sua ex-ragazza, Vanessa (conosciuta al Quarticciolo) all'ambasciata di suo padre e finisce per rinfacciarle della sua assenza dopo la morte della madre. Niccolò viene a sapere da Camilla che a Chiara piace Damiano e l'affronta insultandola pensantemente; per fortuna Chiara riesce a tirarsi su incontrando Damiano a una conferenza organizzata dai suoi genitori. Ludovica va al matrimonio di sua sorella ma la sente parlare di nascosto con suo padre, che ha divorziato con sua madre tempo fa; quello che li sente dire la fa stare male e corre via per stare da Fiore, che diventa così il suo nuovo amante. L'episodio finisce con Chiara e Damiano che si danno un appuntamento notturno sul tetto della scuola.

## #Friendzone
- Episodio: 3
- Diretto da: Andrea De Sica
- Scritto da: Grams

### Trama
Damiano si presenta all'appuntamento ma, nonostante ne abbia l'occasione, non riesce a baciare Chiara. La mattina dopo, a scuola, si scontra con Brando e Niccolò che ancora insistono purché smetta di spacciare, e stavolta viene anche rimproverato dal preside Fedeli, padre di Fabio, che lo tiene d'occhio dall'inizio a causa della sua provenienza dal Quarticciolo. Fabio salta la scuola con Damiano, nonostante sia sempre stato uno studente modello, e Chiara, notando l'assenza di Damiano a scuola, gli lascia un biglietto nella tasca della felpa che per sbaglio si era portata a casa dopo il loro primo incontro. Nasconde la felpa sotto il banco di Damiano in modo che il giorno dopo lui possa riprenderla e leggere il biglietto; ma purtroppo Brando, che è disposto a tutto pur di far smettere Damiano di spacciare, entra in classe per scrivere "arabo di merda" sul suo banco e poi gli ruba la felpa. Fabio non è abituato a rompere le regole e, sentendosi in colpa, confessa a suo padre di aver saltato scuola con Damiano il giorno prima; il preside lo mette quindi in punizione per tre giorni. Niccolò incontra Chiara negli spogliatoi delle ragazze, mentre lei si sta preparando per una gara di corsa tenuta dalla scuola; mentre parlano anche Damiano fa per entrare, ma vedendoli in intimità sbatte la porta e corre via geloso. Comunque Chiara respinge Niccolò perché è stanca di vederlo in segreto. Per la rabbia, Niccolò incolpa Damiano delle distanze presa da Chiara e si organizza con Brando per distruggere l'ufficio del preside indossando la felpa di Damiano che Brando aveva rubato quella mattina; in questo modo, le telecamere riprenderanno qualcuno che indossa quella felpa e Damiano verrà incolpato. Durante la gara di corsa, che Chiara vince, i genitori di Chiara scoprono che la figlia ha falsificato le firme per andare a studiare in America. Dopo che anche Camilla ha inveito contro Chiara, visto che suo fratello Niccolò le ha confessato della loro tresca segreta, si aggiungono i suoi genitori che la rimproverano di aver fatto di testa sua dopo che si erano rifiutati di mandarla in America. Ludovica, invece, ha problemi con sua madre che ha sperperato i soldi ricevuti dall'ex-marito che era solita usare per pagare la retta scolastica della figlia; per aiutarla, Fiore tira fuori una macchina che stampa soldi falsi e glieli regala. Il giorno dopo, ovviamente, Damiano viene incolpato per aver distrutto la presidenza e grazie alla carica di ambasciatore di suo padre riesce a non essere espulso ma semplicemente sospeso. Ludovica esce a cena con Fiore e Saverio, che per la prima volta le suggerisce di uscire a cena con un uomo in cambio di soldi. Ludovica si arrabbia con Fiore per averla manipolata fino a questo punto e non essersi opposto alla proposta, accusandolo di aver finto di amarla. Camilla trova la felpa di Damiano in camera di Niccolò e capisce che è stato lui a distruggere la presidenza; subito dopo, viene chiamata dalla mamma di Chiara che le chiede se Chiara sia con lei e, anche se non è vero, Camilla le risponde di sì. Scopriamo quindi che Chiara è uscita di nascosto dai suoi genitori per raggiungere Ludo al locale, ma Ludo non c'è e viene approcciata invece da Saverio, che la spinge con un discorso manipolativo a baciare uno sconosciuto. Damiano viene a sapere da Camilla dell'inganno di Niccolò e lo affronta per riprendersi la felpa, colpendolo sulla schiena con uno skateboard; nella tasca della felpa trova il biglietto di Chiara, che recita "mi piaci anche se sei un coatto". Capisce così che i suoi sentimenti sono ricambiati.

## Emma
- Episodio: 4
- Diretto da: Anna Negri
- Scritto da: Grams

### Trama
Al Collodi gira la voce della tresca segreta di Niccolo e Chiara mentre Niccolò stava con Virginia e Chiara viene pesantemente insultata dalle sue compagne di scuola. Fabio viene a sapere da Camilla che non è stato Damiano a distruggere l'ufficio di suo padre (il preside) e si presenta a casa sua per parlarne. Damiano però ha altro a cui pensare, perché il suo fornitore di erba del Quarticciolo gli ha dato solo una settimana per essere ripagato e Damiano non sa come spacciare ora che è stato sospeso. Fabio si offre quindi di aiutarlo e di spacciare nei bagni della scuola al posto suo. Camilla rimprovera suo fratello per essersi finto Damiano e gli rivela che ha una cotta per lui. Niccolò quindi chiede a Monica, la matrigna di Damiano, di invitare anche suo figlio a una festa che sta per tenere a casa sua. Intanto, Ludo finge di essere andata al matrimonio di suo padre e dice a sua madre che è stato lui a darle i soldi per la retta scolastica, anche se in realtà è stato Fiore. Grazie a Fabio, Damiano riesce a saldare il debito che aveva al Quarticciolo e annuncia di voler smettere di spacciare. I genitori di Chiara vogliono andare a fare terapia familiare per risolvere i loro problemi, coinvolgendo anche Chiara perché ha visto suo padre con un'amante e ne ha sofferto nonostante i suoi siano separati in casa. Fiore porta Ludovica alla cena che le aveva suggerito Saverio, con un cliente dentista e durante il tragitto lei si confida sul video che Brando ha diffuso per tutta la scuola. Chiara va alla festa di Niccolò e vede che Camilla ci sta provando con Damiano; fa per raggiungere Fabio ma viene spinta in piscina da Virginia, che vuole vendicarsi dopo aver saputo che è stata con Niccolò in segreto. Umiliata davanti a tutti, Chiara respinge Damiano definitivamente dicendogli che starà meglio senza di lui; accetta poi il contatto di un potenziale cliente mandatole da Saverio e si organizza per vederlo sotto lo pseudonimo di Emma. Fabio consola Virginia (che dopo lo scherzo a Chiara è stata lasciata da Niccolò) con un bacio. Fiore cerca Brando e gli dà una testata facendogli sanguinare il naso per vendicarsi di ciò che ha fatto a Ludovica. Chiara si lascia andare con il cliente e finisce per avere un rapporto sessuale con lui, nonostante i patti prevedessero solo una cena. Il cliente insiste per pagarla, ma Chiara è recalcitrante ad accettare soldi. Damiano, dopo che Chiara lo ha respinto, si fidanza con Camilla. Senza un altro scopo, decide di rientrare nel giro dello spaccio e chiama Fiore, che era già un suo vecchio contatto, per tornare a lavorare con lui. Di sera Chiara torna a casa, ha accettato i soldi.

## L'ultimo scatto
- Episodio: 5
- Diretto da: Anna Negri
- Scritto da: Grams

### Trama
Chiara viene a sapere della relazione tra Damiano e Camilla e si rifugia sul tetto della scuola. A scuola gira voce che Fabio abbia baciato Virginia alla festa dopo che Niccolò l'ha lasciata, ma Fabio confessa che quel bacio non gli è piaciuto e Damiano gli suggerisce velatamente che possa essere gay. Niccolò e Brando litigano perché Brando crede sia stato un amico di Damiano a rompergli il naso, mentre Niccolò pensa sia stato qualcun altro. Durante l'ora di educazione fisica Monica confessa a Niccolò di essere stata una corritrice da giovane e che a causa dei suoi duri allenamenti non ha mai potuto godersi l'adolescenza e fare le solite esperienze che fanno tutti, come ubriacarsi o fumare una canna. La mamma di Ludo non usa i soldi che la figlia le ha dato per pagarle la retta scolastica ma li investe sotto suggerimento del suo nuovo compagno, facendo quindi arrabbiare Ludo. Chiara si sente a disagio a causa dei soldi ricevuti dal cliente il giorno prima, quindi lei e Ludo decidono di spenderli facendo shopping estremo e nascondendo tutti gli acquisti nel garage di casa di Ludo. Camilla invita Damiano a cena a casa sua e Niccolò pubblica una storia su Instagram dove mostra il vino e la tavola apparecchiata; Monica, dopo una deludente riunione di lavoro con suo marito, guarda la storia desiderando di poter tornare adolescente. Ludo si vede nuovamente col cliente dentista e alla fine dell'incontro gli chiede più soldi del dovuto in modo da iniziare a racimolare qualcosa per pagare la retta scolastica. La relazione tra Damiano e Camilla non sembra andare molto bene perché Damiano sta ancora pensando a Chiara; quest'ultima inizia invece la terapia di famiglia con i suoi genitori, che si comportano da incoerenti davanti alla terapista e finiscono per farla arrabbiare. Per questo motivo scende improvvisamente dall'auto durante il ritorno a casa e, per puro caso, trova il motorino di Damiano parcheggiato in una stradina. Manda quindi la posizione a Damiano che la raggiunge, felice di aver ritrovato l'unico ricordo che aveva di sua madre; si confessano di non essere contenti della vita che stanno conducendo al momento, ma nessuno dei due ha il coraggio di dichiararsi. Quella sera Chiara e Ludo vanno al locale di Saverio per un photoshoot; Fiore sembra rendersi conto di ciò che sta facendo a Ludo, ma viene persuaso da Saverio a non mandare il loro business all'aria. Poiché Damiano ha ripreso i contatti con Fiore e vuole iniziare a spacciare per lui, si presenta al locale; fortunatamente Chiara se ne accorge in tempo e chiede a Ludo di portarlo via in modo da non essere vista lavorare lì. Ludo è ubriaca, ma riesce comunque a convincere Damiano, Saverio e Fiore a fare un giro in macchina per allontanarli dal locale. Purtroppo però Saverio comincia ad approfittare del suo stato di ubriachezza per accarezzarla e allungare le mani e Damiano, che si trova alla guida dell'auto, temendo uno stupro e non sapendo come fermarlo causa di proposito un incidente contro un guard rail per mettere Saverio K.O.

## #Love
- Episodio: 6
- Diretto da: Andrea De Sica
- Scritto da: Isabella Aguilar, Giacomo Durzi, Grams

### Trama
Saverio è svenuto e sanguinante e Fiore, in preda al panico, manda via i ragazzi in modo da poter dire alla polizia che era lui a guidare invece di Damiano, che non ha ancora la patente. Il giorno dopo, a scuola, Chiara scopre di aver passato le selezioni per andare a studiare in America insieme a Camilla; Niccolò e Monica iniziano a flirtare e Brando decide di tenere d'occhio Damiano per vendicarsi del naso rotto. Ludo e Chiara scoprono che Fiore ha il telefono di Saverio, dove ci sono foto, contatti e altre prove del giro di prostituzione che le riguarda. Camilla si arrabbia con Damiano perché non le ha risposto al telefono per tutta la serata precedente e lo lascia, mentre Fabio decide di iscriversi su un sito di incontri gay. Brando segue Damiano fuori dalla scuola e ascolta una conversazione tra lui e Fiore, che è venuto per minacciarlo dopo l'incidente che ha causato: appena Saverio si sveglierà dal coma, vorrà vendicarsi di Damiano e Fiore sarà la sua unica difesa; quindi adesso Damiano dovrà fare ciò che gli viene detto e cioè vendere erba al Collodi fino a che il debito non sarà saldato. Anche Fabio è nei guai: uno studente beccato a fumare in bagno confessa al preside Fedeli di aver comprato l'erba da suo figlio. Chiara riesce a rubare a Fiore il telefono di Saverio con l'intento di cancellarne il suo contenuto; litiga con Camilla, che è convinta sia stata Chiara a far allontanare Damiano e scopre che i suoi genitori vogliono divorziare ufficialmente. Damiano la porta quindi a vedere Saverio, confessandole che è colpa sua se l'uomo è in coma. Chiara finge di non saperne nulla e prima di andarsene, ne approfitta per rubare a Saverio l'impronta digitale e sbloccare il suo cellulare. Lei e Damiano saltano scuola insieme e finalmente si baciano, ma Damiano le confessa di aver causato l'incidente per evitare che Ludovica venisse stuprata e Chiara corre subito da lei. Monica invita Niccolò a fumare una canna insieme e anche loro si baciano. Fiore, che da sempre vuole prendere il posto di Saverio, stacca la spina che lo tiene in coma e lo uccide per poter incolpare Damiano e manipolarlo a suo piacimento. Peccato che Brando abbia iniziato a seguire anche lui dopo averlo visto con Damiano e riesce a scattargli delle foto con Ludovica, durante un litigio. Ludovica è arrabbiata perché Fiore non ha cercato di difenderla da Saverio prima dell'incidente e Fiore rivuole i soldi che le ha prestato per pagare la retta scolastica. Il preside Fedeli sta per rimproverare Fabio per aver venduto erba a scuola, ma Fabio gli risponde che non sempre le cose sono come vuole lui e riesce così a trovare il coraggio di fare coming out. Niccolò organizza una festa sul tetto della scuola per salutare Camilla prima che parta per l'America, anche se Camilla si rende conto che ormai Chiara, oltre ad averle rubato il ragazzo, preferisce restare ai Parioli invece di partire perché ha trovato in Ludovica una nuova migliore amica. Brando contribuisce a peggiorare la situazione mostrando a Camilla le immagini di Ludo e Fiore che ha salvato sul telefono. Virginia convince Niccolò a registrare un video mentre fanno sesso e per caso la ragazza legge i suoi messaggi con Monica, scoprendo dunque la loro relazione segreta. Chiara e Damiano, ora fidanzati, si baciano nel corridoio della scuola. L'episodio termina con Chiara che, mentre è sdraiata sul letto, sente vibrare il suo cellulare.